# (459) Сигне
(459) Сигне (др.-сканд. Signe) — астероид главного пояса, который принадлежит к редкому спектральному классу S. Он был открыт 22 октября 1900 года немецким астрономом Максом Вольфом в обсерватории Хайдельберг и назван в честь Сигню, одной из героинь в германо-скандинавской мифологии.

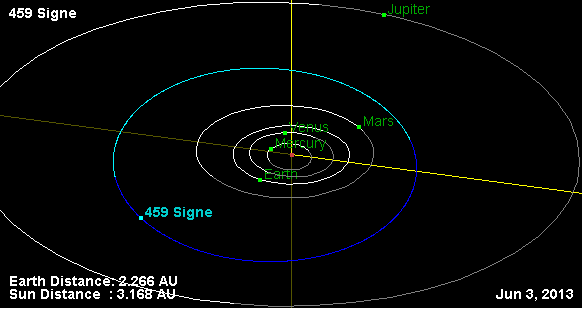
Орбита астероида Сигне и его положение в Солнечной системе